# TUSGSAL
TUSGSAL, acrònim de Transports Urbans i Serveis Generals Societat Anònima Laboral, és una empresa de transports catalana, amb seu a Badalona, encarregada de la gestió de la xarxa d'autobusos diürns dels municipis de Badalona, Santa Coloma de Gramenet, Sant Adrià de Besòs, Montcada i Reixac, Montgat i Tiana, amb les connexions d'aquestes localitats amb la ciutat de Barcelona, i la d'autobusos nocturns a bona part de l'Àrea Metropolitana de Barcelona. A més, és l'empresa que explota el 51% del servei d'Aerobús, el servei d'autobús que connecta l'Aeroport de Barcelona amb el centre de la ciutat. És el primer operador privat de transport de viatgers de Catalunya i un dels principals de l'estat espanyol.
La societat va néixer el 1985 fruit de la unió d'un grup de treballadors de la vella firma TUSA (Transportes Urbanos Sociedad Anónima), rebatejada inicialment com a TUBSA, i que després es va constituir en societat anònima laboral, per fer-se càrrec de la gestió del transport públic que fins aquell moment havia portat l'antiga empresa.
L'empresa ha anat ampliant el nombre de línies d'autobús ateses, com per exemple la concessió del servei nocturn d'autobusos de Barcelona (Nitbus). També ha gestionat transport sanitari, va gestionar el sistema d'emergències mèdiques urgent i no urgent de Girona, per concessió del Servei Català de la Salut. Posteriorment, obtingué el servei d'ambulàncies a Sòria i Conca i de les altres províncies de Castella-la Manxa, a través de societats on té una alta participació. El 2019 inicià l'electrificació de la seva flota, formada per uns 325 vehicles, amb la incorporació d'unitats híbrides i elèctriques. Paral·lelament invertí en les cotxeres de Les Guixeres, un espai de 26.000 metres quadrats.

Parada de TUSGSAL

## Línies

### Línies diürnes[5]
| Línia | Origen - Destinació                     | Ciutats proveïdes                              | Línia | Origen - Destinació                      | Ciutats proveïdes                                                        | Línia | Origen - Destinació                   | Ciutats proveïdes                              |
| ----- | --------------------------------------- | ---------------------------------------------- | ----- | ---------------------------------------- | ------------------------------------------------------------------------ | ----- | ------------------------------------- | ---------------------------------------------- |
| M1    | Metro Pep Ventura - Metro Fondo         | Santa Coloma de Gramenet i Badalona            | B2    | Manresà - Hospital Esperit Sant          | Badalona i Santa Coloma de Gramenet                                      | B3    | Llefià - Les Guixeres                 | Badalona                                       |
| B4    | Mas Ram - Montigalà                     | Badalona                                       | B5    | Hospital Esperit Sant - Estació Rodalies | Santa Coloma de Gramenet i Badalona                                      | M6    | Estació Rodalies - Hospital Can Ruti  | Badalona                                       |
| B7    | Pomar- Estació Rodalies                 | Badalona i Sant Adrià de Besòs                 | B8    | Bonavista - Morera - Bufalà - Bonavista  | Badalona                                                                 | B12   | Pl. Lluís Company - Hospital Can Ruti | Montcada i Reixac Badalona                     |
| B14   | Can Franquesa - Estació Rodalies        | Santa Coloma de Gramenet i Sant Adrià de Besòs | B15   | Les Oliveres - Montigalà                 | Santa Coloma de Gramenet i Badalona                                      | B18   | Can Peixauet - Pl. Lluís Companys     | Santa Coloma de Gramenet i Montcada i Reixac.  |
| M19   | H. Vall d'Hebron - H. Can Ruti          | Barcelona, Badalona i Santa Coloma de Gramenet | B20   | Rda. Sant Pere - Oliveres                | Barcelona, Santa Coloma de Gramenet i Sant Adrià de Besòs                | B21   | Besòs - Estació Rodalies              | Barcelona i Sant Adrià de Besòs                |
| B23   | Diagonal Mar - Montigalà                | Barcelona, Badalona i Sant Adrià de Besòs      | B24   | Rda. Sant Pere - Hospital Can Ruti       | Barcelona i Badalona                                                     | B25   | Rda. Sant Pere - B. Pomar             | Barcelona i Badalona                           |
| M26   | Hospital Can Ruti - Estació Rodalies    | Badalona i Sant Adrià de Besòs                 | M27   | Oliveres - Centre                        | Santa Coloma de Gramenet i Badalona                                      | M28   | Estació Sant Andreu Comtal - Can Ruti | Barcelona, Santa Coloma de Gramenet i Badalona |
| B29   | Montigalà - Poliesportiu Municipal      | Badalona, Tiana i Montgat                      | M30   | Can Franquesa - Tiana                    | Santa Coloma de Gramenet, Sant Adrià de Besòs, Badalona, Tiana i Montgat | B34   | El Carmelità - Camí d'Alella          | Tiana i Montgat                                |
| B35   | Can Gaietà - Camí d'Alella              | Tiana i Montgat                                | B80   | Can Franquesa - Santa Eulàlia            | Santa Coloma de Gramenet i Badalona                                      | B81   | Can Franquesa - Hospital Esperit Sant | Santa Coloma de Gramenet                       |
| B82   | Plaça de la Vila - Recinte de Torribera | Santa Coloma de Gramenet                       | B84   | Santa Rosa - Cementiri                   | Santa Coloma de Gramenet                                                 | E33   | Edith Llaurador - Can Ruti            | Tiana i Badalona                               |

### Línies nocturnes[5]
| Línia | Origen/Destinació                                                   | Ciutats proveïdes                                                                              |
| ----- | ------------------------------------------------------------------- | ---------------------------------------------------------------------------------------------- |
| N0    | Circular                                                            | Barcelona                                                                                      |
| N1    | Zona Franca (Mercabarna) <-> Roquetes (Aiguablava)                  | Barcelona                                                                                      |
| N2    | L'Hospitalet de Llobregat (Av. Carrilet) <-> Badalona (Via Augusta) | L'Hospitalet de Llobregat, Barcelona, Sant Adrià de Besòs, Santa Coloma de Gramenet i Badalona |
| N3    | Collblanc (Camí Torre Melina) <-> Montcada i Reixac (Pl. Espanya)   | L'Hospitalet de Llobregat, Barcelona i Montcada i Reixac                                       |
| N4    | Carmel (Gran Vista) <-> Via Favència (Metro Canyelles)              | Barcelona                                                                                      |
| N5    | Carmel (Gran Vista) <-> Pl. Catalunya (El Corte Inglés)             | Barcelona                                                                                      |
| N6    | Barcelona (Roquetes) <-> Santa Coloma de Gramenet(Oliveres)         | Barcelona, Sant Adrià de Besòs i Santa Coloma de Gramenet                                      |
| N7    | Pl. Llevant (Fòrum 2004) <-> Pl. Pedralbes                          | Barcelona                                                                                      |
| N8    | Can Caralleu <-> Sta. Coloma de Gramenet (Can Franquesa)            | Barcelona i Santa Coloma de Gramenet                                                           |
| N9    | Pl. Portal de la Pau <-> Tiana (Edith Llaurador)                    | Barcelona, Santa Coloma de Gramenet, Badalona, Montgat i Tiana                                 |
| N10   | Sarrià <-> Les planes                                               | Barcelona                                                                                      |
| N11   | Pl. Catalunya (FNAC) <-> Badalona (Hospital de Can Ruti)            | Barcelona Santa Coloma de Gramenet Badalona                                                    |
| N26   | Plaça Catalunya <->Diagonal Mar                                     | Barcelona                                                                                      |
| N28   | Collblanc (L'Hospitalet de Llobregat) <-> Port Olímpic              | Barcelona i L'hospitalet de Llobregat                                                          |

## Aerobús[calcitació]
L'Aerobús és un servei llançadora d'autobusos entre la Plaça Catalunya i les terminals T1 i T2 de l'Aeroport. Aquest servei des dels seus inicis ha estat explotat per l'empresa Transports Ciutat Comtal i autobusos Setra de 3 eixos.
L'1 de gener del 2010, la gestió d'aquest servei passa a TUSGSAL. TUSGSAL havia demanat un grapat d'autobusos Scania de 3 eixos però, com que van arribar tard, va haver de començar a servir amb autobusos estàndard (calca 4XX).
En l'actualitat, el servei de l'Aerobús està explotat en un 51% per TUSGSAL i en un 49% per Transports Ciutat Comtal. Per aquest motiu el servei de l'Aerobús s'explota sota la marca SGMT (Serveis Generals de Mobilitat i Transport).